# Dirk von Zitzewitz

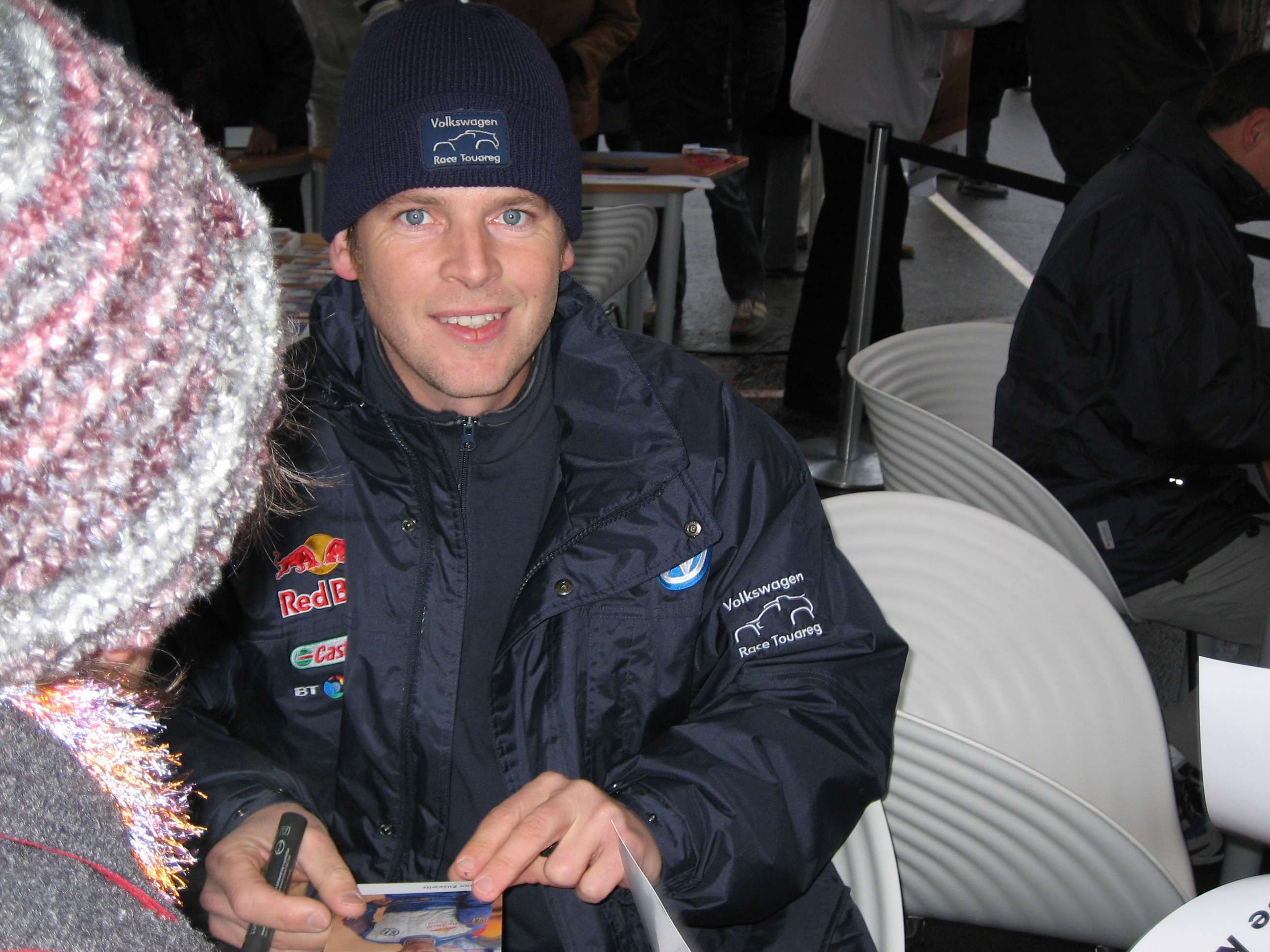
Dirk von Zitzewitz (2005)

Dirk von Zitzewitz (* 14. Oktober 1968 in Eutin) ist ein deutscher Motorrad- und Automobilsportler. Er ist seit 1987 Profi-Pilot im Motorrad-Endurosport und hat neben anderen Erfolgen 15 Mal die deutsche Enduromeisterschaft gewonnen. Dirk von Zitzewitz ist neben seinem Engagement als Profi-Copilot im Rallye Raid selbständiger Veranstalter von Motorradtrainings, Enduro-Lehrgängen und Wüsten-Abenteuer-Reisen.

## Leben
Als Zehnjähriger erhielt er 1978 zu Weihnachten sein erstes Motorrad. 1983 nahm er an seiner ersten Rennveranstaltung teil. Ab 1987 war er in Folge einige Male Deutscher Enduromeister in seiner Klasse. Seit 2002 hat von Zitzewitz seine Karriere auf das Auto konzentriert und war von 2005 bis zur Auflösung im Jahr 2011 fest im Rallye-Raid-Team von Volkswagen Motorsport engagiert.
Dirk von Zitzewitz war maßgeblich am Sieg von Giniel de Villiers bei der Rallye Dakar 2009 beteiligt, da er es auf der vorletzten Etappe mit seiner navigatorischen Leistung schaffte, 20 Minuten vor der Konkurrenz aus den Dünen herauszufinden. Dadurch konnte das Team die Führung in der Gesamtwertung übernehmen.
Seit Januar 2012 nimmt Dirk von Zitzewitz mit seinem Teamkollegen Giniel de Villiers für das Team Imperial Toyota SA an der Rallye Dakar und Marathonrallyes teil.
Weitere erfolgreiche Motorradsportler aus der Familie von Zitzewitz sind Dirks Vater Volker, sein Bruder Bert und sein Neffe Davide von Zitzewitz.

## Karrierestationen

### Enduro
- 1983: erste Teilnahme an einer Motorrad-Rennveranstaltung
- 1987 bis 1993: 1. Platz deutsche Enduromeisterschaft (Hubraumklasse bis 250 cm³ 2-T)
- 1989 bis 1991: Vizeweltmeister mit der deutschen Nationalmannschaft bei den Six Days
- 1991 bis 1994: Deutscher Enduromeister aller Klassen
- 1994: 1. Platz deutsche Enduromeisterschaft (Hubraumklasse über 500 cm³ 2-T)
- 1996: 3. Platz bei der Enduro-Weltmeisterschaft
- 1997: 5. Platz bei der Rallye Paris-Dakar, bester deutscher Teilnehmer
- 1997: 1. Platz deutsche Enduromeisterschaft (Hubraumklasse bis 400 cm³ 4-T)
- 1989: Deutscher Enduro-Mannschaftsmeister (zusammen mit Bruder Bert)
- 2001: 1. Platz deutsche Enduromeisterschaft (Hubraumklasse bis 125 cm³)

### Rallye Dakar/Marathonrallye
Enduro
1997
- 5. Platz Motorrad-Wertung Rallye Dakar (KTM), „Rookie of the Year“, bester deutscher Pilot

1998
- 7. Platz Motorrad-Wertung Rallye Dakar (KTM), bester deutscher Pilot

1999
- Rallye Dakar (KTM), zwei Etappensiege, Ausfall wegen Motorschaden

Copilot/PKW
2002
- 19. Platz Rallye Dakar, Copilot von Mark Miller, 1. Platz Toyota-Trophy

2005
- 12. Platz Rallye Dakar, Copilot von Robby Gordon, VW Race Touareg
- 6. Platz Baja Portalegre, Copilot von Mark Miller, VW Race Touareg

2006
- 5. Platz Rallye Dakar, Copilot von Mark Miller, VW Race Touareg 2
- 2. Platz Rallye Tunesien, Copilot von Giniel de Villiers, VW Race Touareg 2
- 1. Platz Rallye Transiberico
- 1. Platz Rallye Marokko

2007
zusammen mit Fahrer Giniel de Villiers im VW Race Touareg 2
- 11. Platz Rallye Dakar, 4 Etappensiege (trotz Motorschaden)
- 1. Platz Rallye Marokko
- 3. Platz UAE Desert Challenge
- FIA-Vizeweltmeister 2007 (2. Platz Weltcup-Gesamtwertung)

2008
zusammen mit Fahrer Giniel de Villiers im VW Race Touareg 2
- 1. Platz Rallye Raid Weltcup in Brasilien
- 4. Platz PAX Rally in Portugal
- Ausfall in Führung liegend nach Unfall bei der Central Europe Rally (CER) in Ungarn/Rumänien

2009
zusammen mit Fahrer Giniel de Villiers im VW Race Touareg 2
- 1. Platz Rallye Dakar, 4 Etappensiege
- 3. Platz Silk Way Rallye

2011
zusammen mit Fahrer Giniel de Villiers im VW Race Touareg 3
- 2. Platz Rallye Dakar

2012
zusammen mit Fahrer Giniel de Villiers im Toyota Hilux Double Cab pickup (Team Toyota Südafrika)
- 3. Platz Rallye Dakar

2013
zusammen mit Fahrer Giniel de Villiers im Toyota Hilux
- 2. Platz Rallye Dakar

## Soziales Engagement
Dirk von Zitzewitz war Schirmherr eines 2010 als Allgemeinhilfe TIC & ADHS e. V. gegründeten Verbandes AH-TA e. V., der bundesweit Hilfe für Kinder, Jugendliche und Erwachsene bieten wollte, die durch Krankheit bedingte Probleme nicht mehr selbst lösen können. Der Verband hat seine Aktivitäten inzwischen eingestellt.

## Genealogie
- Gottfried Graf Finck von Finckenstein: Gothaisches Genealogisches Handbuch, Adelige Häuser, Band 8, Band 16 der Gesamtreihe GGH, Hrsg. Deutsches Adelsarchiv, Selbstverlag, Marburg (Lahn) 2022, S. 545–547. ISSN 2364-7132